# Sagrada Face de Jesus

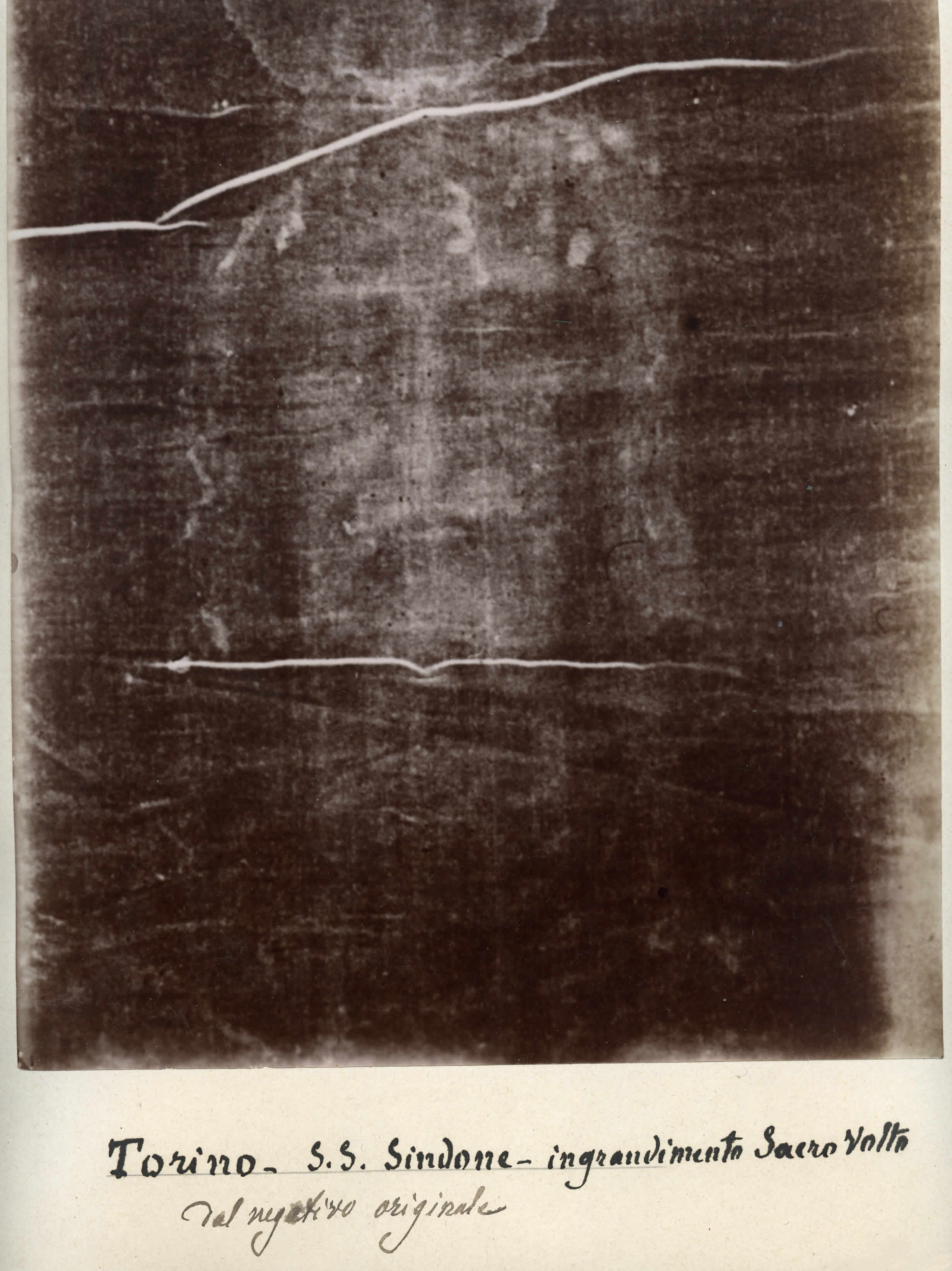
Negativo da fotografia da Sagrada Face tirada por Secondo Pia em 1898.

A Sagrada Face de Jesus, também referida como Santa Face de Jesus, é o conjunto de imagens que a Igreja Católica promove como sendo representações milagrosas do rosto de Jesus Cristo. A mais conhecida, a imagem do Santo Sudário, é também associada com uma medalha, com o véu de Santa Verónica e é uma das devoções a Cristo católicas.
Diversos dos acheiropoieta (literalmente "não feito manualmente") relacionados a Cristo foram relatados no decorrer da história do cristianismo, assim como várias formas de devoção à face de Jesus, que foram finalmente aprovadas pelo Papa Leão XIII em 1895 e novamente por Pio XII em 1958.
Na tradição católica romana, a Sagrada Face de Jesus é utilizada juntamente com os Atos de Reparação a Jesus Cristo, com algumas instituições dedicadas exclusivamente a elas, como a congregação das Irmãs Beneditinas da Reparação da Santa Face. Em seu pronunciamento a esta congregação, o Papa João Paulo II se referiu a estes "atos de reparação" como sendo "o esforço incessante para estar aos pés das infinitas cruzes nas quais o Filho de Deus continua a ser crucificado".

## Imagens

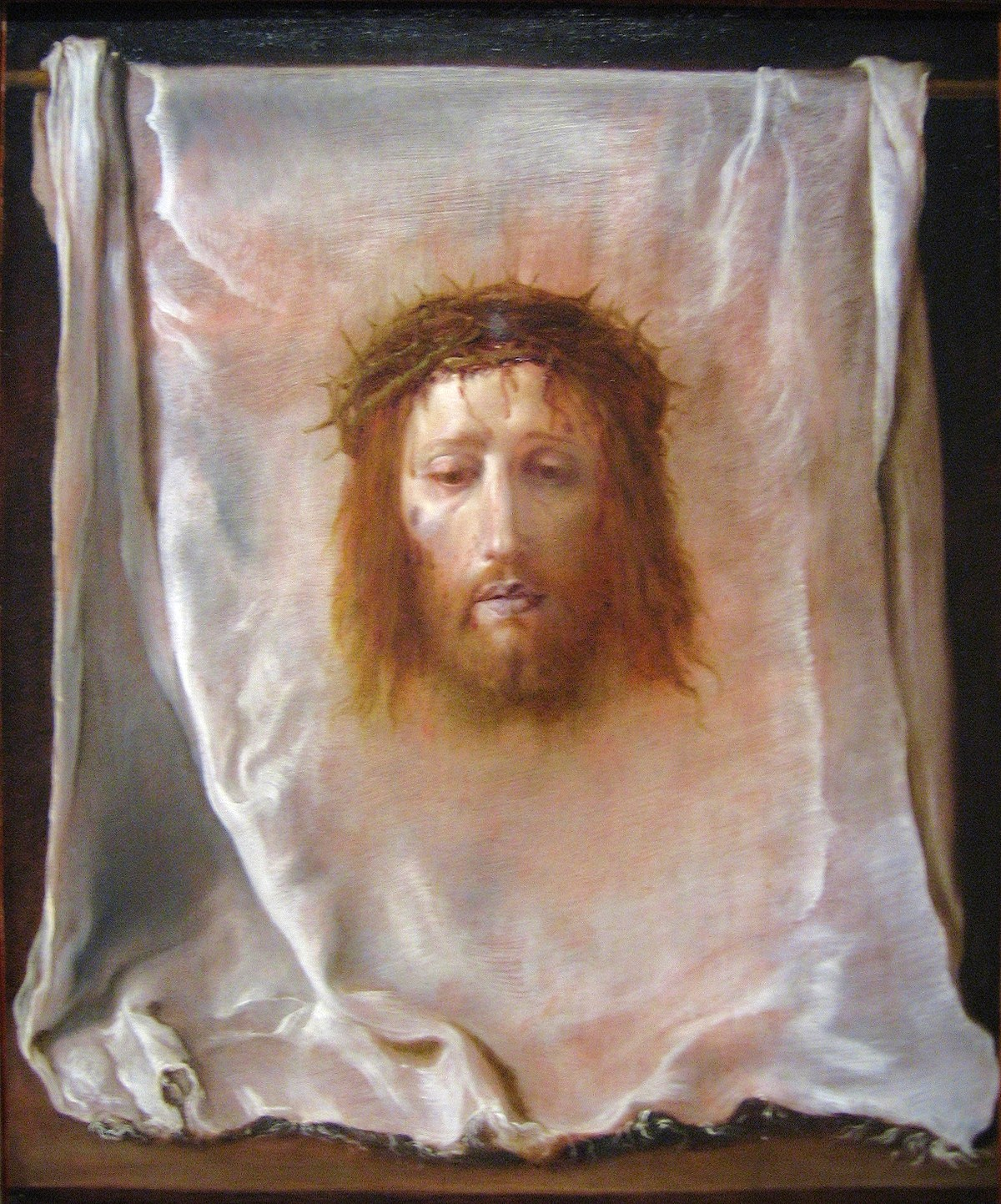
Véu de Verônica.
1618-22. Por Domenico Fetti, atualmente na National Gallery of Art, em Washington, D.C..

A imagem da Sagrada Face mais utilizada hoje em dia como devoção a Cristo é baseada no Santo Sudário, que os fiéis assumem ser a verdadeira mortalha de Jesus. Ela é diferente da representação de Jesus no Véu de Verônica (atualmente no Vaticano), mesmo tendo ele sido utilizado no passado para esta mesma devoção. Uma vez que acredita-se que a representação da Sagrada Face tenha sido obtida a partir da mortalha de Jesus, assume-se que ela seja uma imagem pós-crucificação enquanto que a imagem do Véu de Verônica seria uma imagem pré-crucificação, obtida quando Santa Verônica encontrou Jesus em Jerusalém na Via Dolorosa a caminho do Calvário.
Embora o Sudário tenha sido apresentado publicamente regularmente pelo clero católico romano aos fieis pelo menos desde o século XVI (e, possivelmente, antes), a imagem da Santa Face nele é muito fraca e não pode ser vista de forma clara a olho nu, só sendo identificada após o advento da fotografia. Em 1898, o fotógrafo amador italiano Secondo Pia se espantou com a imagem em negativo quando estava revelando sua primeira fotografia do sudário em sua sala escura. Ele posteriormente afirmou que na noite de 28 de maio de 1898 ele quase derrubou e quebrou a placa fotográfica tamanho foi o choque ao ver a face de Jesus no Sudário pela primeira vez.
Até esta época a devoção à Sagrada Face se baseava unicamente na imagem do Véu de Verônica.

## Visões
A popularidade da devoção à Sagrada Face de Jesus se deve principalmente a duas freiras europeias, ambas batizadas em homenagem à Virgem Maria, mas que viveram com quase cem anos de diferença. Ambas relataram visões de Jesus e Maria.
A primeira se chamava Irmã Maria de São Pedro, de Tours, na França, e viveu na década de 1840. A segunda era a irmã Maria Pierina de Micheli, que viveu na década de 1930 em Milão.

### Maria de São Pedro
Em 1843, a Irmã Maria de São Pedro, que era uma freira carmelita, relatou uma visão na qual Jesus teria lhe falado. Ela posteriormente relatou novas visões e conversas com Jesus e com a Virgem Maria nas quais ela teria sido incentivada a disseminar a devoção à Santa Face de Jesus como uma reparação aos muitos insultos que Jesus sofrera em sua Paixão.
De acordo com a irmã Maria, em 1844 ela teve uma visão na qual Jesus lhe disse: "Ah! Se você soubesse quão grande é o mérito que você obtém ao dizer, mesmo que uma única vez, 'Admirável é o Nome de Deus' num sentido de reparação pela blasfêmia". Suas visões continham também o texto de uma oração específica como um ato de reparação a Jesus Cristo que acabou se tornando conhecida como "Flecha Dourada". Esta oração e a devoção à Santa Face de Jesus começou então a se espalhar entre os católicos da França a partir desta época.

### Leão Dupont
O venerável Leo Dupont foi um religioso de uma família nobre que havia se mudado para Tours. Em 1849, ele fundou o movimento da adoração eucarística de Tours e que se espalhou dali para toda a França, ficando por isso conhecido como "Homem Santo de Tours". Ao saber das visões de Maria de São Pedro, ele começou a manter acesa continuamente uma vigília perante uma imagem da Santa Face, mas, na época, a imagem utilizada se baseava no Véu de Verônica.
Dupont era devoto e promoveu a devoção à Santa Face por cerca de trinta anos, mas os documentos sobre a vida da irmã Maria de São Pedro e sobre suas visões eram mantidos em segredo pela Igreja Católica e não foram liberados. Mesmo assim, Dupont perseverou. Eventualmente, em 1874, Charles-Théodore Colet foi designado arcebispo de Tours, examinou os documentos e, dois anos depois, deu permissão para que eles fossem publicados e para que a devoção fosse encorajada, o que se deu pouco antes da morte de Dupont, que se tornou conhecido como "Apóstolo da Santa Face".
Quando Leão Dupont morreu, sua casa na Rue St. Etienne em Tours foi comprada pela arquidiocese e transformada no Oratório da Santa Face, que passou a ser administrado por uma ordem chamada Padres da Santa Face criada no mesmo ano. A "Devoção à Santa Face de Jesus" foi aprovada pelo papa Leão XIII em 1885, que demonstrou seu desejo de fundar um oratório similar em Roma.

### Santa Teresinha
Teresa de Lisieux também foi uma freira carmelita e que se tornaria conhecida por seu nome religioso de "Santa Teresinha do Menino Jesus e da Santa Face". Ela foi apresentada à devoção à Santa Face pela sua irmã (verdadeira) Pauline (que adotou o nome de Agnes de Jesus ao se tornar freira). Santa Teresinha compôs muitas orações para expressar sua devoção à Santa Face e escreveu  "Faça-me parecida contigo, Jesus" num pequeno cartão no qual ela colou uma imagem da Santa Face. Ela então pregou o conjunto num pequeno bolso sobre seu coração (dado que na época ainda não existia a Medalha da Santa Face). Em agosto de 1895, em seu "Cântico à Santa Face", ela escreveu:
| “ | Jesus, sua imagem inefável é a estrela que guia meus passos. Ah! Você sabe, Sua doce Face é para mim o céu na terra. Meu amor descobre os encantos de Sua Face adornada com lágrimas. Eu sorrio através de minha próprias lágrimas quando contemplo Seus sofrimentos. | ” |

Santa Teresinha também compôs a "Oração da Santa Face pelos pecadores":
| “ | Pai Eterno, uma vez tu me destes como minha herança a adorável Face de teu Filho Divino, eu ofereço esta Face a Ti e Te imploro, em troca desta moeda de valor infinito, que perdoes a ingratidão das almas dedicadas a Ti e que perdoes todos os pobres pecadores | ” |

### Maria Pierina e a Medalha da Santa Face
Mais de noventa anos depois das primeiras visões de Jesus pela irmão Maria de São Pedro em Tours, outras visões foram reportadas na Itália. No primeiro dia da quaresma de 1936, a irmã Maria Pierina De Micheli, que nasceu perto de Milão, reportou ter ouvido de Jesus: "Eu desejo que Minha Face, que reflete as dores íntimas do Meu Espírito, o sofrimento e o amor do Meu Coração, seja mais reverenciada. Aquele que medita sobre Mim, Me consola".
Novas visões instigaram a irmã Maria a criar uma medalha com a Santa Face de Jesus, que se tornaria conhecida como Medalha da Santa Face. Num dos lados, ela traz uma réplica da imagem da Santa Face no Santo Sudário e uma inscrição baseada em Salmos 66:2: "Illumina, Domine, vultum tuum super nos" ("Ilumina, Senhor, a Tua Face sobre nós"). No outro, há uma imagem da Santa Hóstia radiante, o monograma do Santo Nome de Jesus ("IHS") e a inscrição "Mane nobiscum, Domine" ("Esteja conosco, Senhor").
Depois de algumas dificuldades, a irmã Maria Pierina conseguiu autorização para cunhar a medalha e a sua devoção começou a crescer na Itália. Quando a Segunda Guerra Mundial começou, muitos soldados e marinheiros receberam a medalha. Maria morreu em 1945, no final da guerra.
Em 2000, o papa João Paulo II afirmou que a inscrição "Illumina, Domine, Vultum tuum super nos" da Medalha da Santa Face sublinha a necessidade de uma reflexão mais profunda sobre a Face de Jesus e a disseminação de sua devoção.

## Análise teológica
Em seu livro de 2005, "A Caminho de Jesus Cristo", o papa Bento XVI fez uma análise das devoções à Santa Face e as caracterizou como tendo três componentes distintos. O primeiro seria o apostolado e a orientação da vida do fiel em direção a um encontro com Jesus. O segundo é ver Jesus de fato na Eucaristia e o terceiro, um elemento escatológico intimamente ligado aos outros dois.
Fazendo referência a Mateus 25:31–36 (Ovelhas e Bodes), Bento XVI afirmou que o primeiro elemento envolve ver Jesus no rosto dos pobres e dos oprimidos, no cuidado com eles, mas para poder fazê-lo de forma adequada, os fiéis precisam primeiro se aproximar de Jesus através da Eucaristia. O segundo elemento envolve relacionar a Paixão de Cristo - e o sofrimento expressando pelas imagens que representam sua face machucada - com a experiência eucarística. Assim, a devoção que se inicia com as imagens da Face de Jesus levam à Sua contemplação na Eucaristia. O elemento escatólogico então nasce desta contemplação.